# Max Ebrecht
Max Ebrecht (23 de agosto de 2007) es un deportista alemán que compite en ciclismo de montaña en la disciplina de campo a través. Ganó una medalla de bronce en el Campeonato Europeo de Ciclismo de Montaña de 2025, en la prueba de relevo mixto.

## Medallero internacional
| Campeonato Europeo | Campeonato Europeo | Campeonato Europeo | Campeonato Europeo         |
| Año                | Lugar              | Medalla            | Competición                |
| ------------------ | ------------------ | ------------------ | -------------------------- |
| 2025               | Melgaço (Portugal) | Medalla de bronce  | Campo a través por relevos |